# Oryzias pectoralis
Oryzias pectoralis är en fiskart som beskrevs av Roberts, 1998. Oryzias pectoralis ingår i släktet Oryzias och familjen Adrianichthyidae. IUCN kategoriserar arten globalt som otillräckligt studerad. Inga underarter finns listade i Catalogue of Life.